# Stuart Long
Stuart Ignatius Long (Seattle, 26 luglio 1963 – Helena, 9 giugno 2014) è stato un pugile e presbitero statunitense.

## Biografia
Nato da William "Bill" Long e Kathleen (Kindrick) Long, mentre era bambino i suoi genitori tornarono nella loro città natale di Helena, nel Montana. Aveva un fratello minore, Stephen, morto di meningococco all'età di quattro anni, e una sorella, Amy. Si diplomò alla Capital High School di Helena nel 1981, dove giocava a calcio e praticava il wrestling.
Frequentò il Carroll College, un college cattolico privato a Helena. Giocò a calcio per due anni e iniziò a praticare il pugilato. Nel 1985 vinse il titolo dei pesi massimi Golden Gloves per lo stato del Montana e l'anno seguente si classificò al secondo posto. Nel 1986 si laureò al Carroll College in letteratura inglese.

### Conversione e sacerdozio
Nel 1992 dopo un incidente in moto, quasi mortale, addivenne a una conversione religiosa. Era stato investito da un'auto e quando era a terra venne investito da un'altra. Riportò un grave trauma al cervello e non ci si aspettava che sopravvivesse, ma si riprese.
Per sposare la sua fidanzata cattolica, accettò di farsi battezzare e fu battezzato durante la Veglia pasquale nel 1994. In quel momento sentì una chiamata al sacerdozio e decise di rinunciare al matrimonio. Per mettersi alla prova e capire se il sacerdozio era davvero la sua vera vocazione insegnò per tre anni alla Bishop Alemany High School, una scuola cattolica a Mission Hills, in California. In seguito, nel 1997 cedette la maggior parte dei suoi beni e iniziò a praticare la vita religiosa con i frati francescani del rinnovamento a New York. Fu mandato all'Università francescana di Steubenville, dove conseguì un master in filosofia. Dopo due anni, i francescani lo incoraggiarono ad abbracciare il sacerdozio e fu accettato come seminarista dal vescovo Robert C. Morlino, che lo mandò al seminario Mt. Angel.
Durante la sua permanenza in seminario ebbe qualche difficoltà a camminare, che inizialmente i medici credevano fosse un caso curabile di polimiosite. Tuttavia, alla fine gli venne diagnosticata una miosite da corpi inclusi, un raro disturbo muscolare progressivo simile alla sclerosi laterale amiotrofica. Conosciuta la diagnosi si abbatté moralmente ma in seguito sviluppò la determinazione a vivere la fede per il tempo che gli restava. Venne ordinato diacono transeunte nel 2006, ma i formatori del seminario avevano dei dubbi sulla sua capacità di adempiere ai suoi doveri di sacerdote e pensarono di farne invece un diacono permanente. Durante questo periodo, visitò il Santuario di Nostra Signora di Lourdes, credendo che la Vergine Maria lo avrebbe miracolosamente guarito. Quando non fu guarito rimase devastato e si sentì abbandonato, ma dopo aver visitato la grotta una seconda volta, provò una pace profonda. Secondo un caro amico, mentre visitava la Cattedrale di Notre-Dame, a Parigi, ebbe una sorta di incontro mistico con Giovanna d'Arco, dopo di che sentì di essere chiamato a portare la sua malattia per Cristo.
Dopo essere tornato a casa dal pellegrinaggio in Francia apprese che il vescovo di Helena George Leo Thomas aveva deciso di ordinarlo sacerdote. Thomas disse di aver passato una o due settimane a tormentarsi prima di prendere la decisione, dicendo: "Ho solo continuato a implorare il Signore per una guida. Continuavo a sentire lo stesso messaggio più e più volte: "C'è forza nella sofferenza, vai avanti". Venne ordinato sacerdote il 14 dicembre 2007, nella cattedrale di Sant'Elena. Un amico riassunse le sue osservazioni sull'ordinazione: "Sono davanti a te come un uomo distrutto. Salvo un miracolo, morirò di questa malattia, ma la porto per la croce di Cristo e tutti possiamo portare le nostre croci".
Il suo primo incarico come sacerdote fu presso la Little Flower Parish nella riserva dei Blackfeet a Browning, nel Montana. Divenne popolare tra i fedeli ma dopo un anno dovette essere trasferito in un'altra parrocchia a causa di difficoltà con le scale della chiesa. Nel 2010 si trasferì in una struttura di assistenza a lungo termine a Helena, dove continuò il ministero di sacerdote, affidandosi ad altri per il trasporto. Quando le sue condizioni peggiorarono e non poteva più lasciare la struttura, le persone andavano a trovarlo. Man mano che diventava più debole, gli amici lo aiutavano a celebrare la messa guidando le sue dita a toccare gli oggetti giusti. I suoi genitori passarono attraverso il rito dell'iniziazione cristiana degli adulti (RICA) e vennero ricevuti nella Chiesa cattolica, e molti degli operatori sanitari della struttura di degenza si convertirono al cattolicesimo. Long fu anche membro dei Cavalieri di Colombo.
Morì il 9 giugno 2014 a Helena. Fu sepolto al Resurrection Cemetery nella Contea di Lewis and Clark, nel Montana.

### Nella cultura popolare
Nel 2016 venne annunciato un film biografico, Father Stu, con Mark Wahlberg nella parte di Long e Mel Gibson e Jacki Weaver nei panni di Bill e Kathleen, su una sceneggiatura di David O. Russell. Dopo che Russell abbandonò il progetto a causa di conflitti di programmazione, Rosalind Ross scrisse la sceneggiatura e poi firmò il film al suo debutto alla regia. Riguardo all'argomento del film, Wahlberg ha affermato che "la storia di padre Stu è un messaggio che dice che tutti possiamo migliorare e lavorare per essere persone migliori e aiutare come possiamo".
I genitori di Long e un certo numero di amici, vicini, parrocchiani e clero sono stati coinvolti nella produzione. Il film è uscito nelle sale il 13 aprile 2022, durante la settimana santa.